# Bradley’s
Das Bradley’s war ein New Yorker Jazzclub, der in den 1970er und 1980er Jahren nach Ansicht der New York Times „eine Institution“ des Modern Jazz war.
Das Bradley’s war ein New Yorker Jazzclub, gelegen 70 University Place (an der 11th Street) in Manhattan, der nach Ansicht von Ashley Kahn seine erfolgreichste Zeit zwischen 1977 und 1988 hatte. Der Jazzfan Bradley Cunningham war von Kalifornien nach New York gekommen und hatte 1969 (entgegen dem Fusion-dominierten Zeitgeist) eine Pianobar nördlich der New York University eröffnet, in dem Jazzmusiker wie Hank Jones, Al Cohn, Zoot Sims, Tommy Flanagan, Joanne Brackeen oder Teddy Wilson auftraten. Ende der 1970er Jahre galt das Bradley’s als „holzgetäfteltes Postbop-Paradies“ (Ashley Kahn); der Saxophonist Paul Desmond stiftete einen Flügel (der sich inzwischen in der Jazz Gallery befindet), und fast jede Nacht konzertierte nun ein Piano-Bass-Duo.

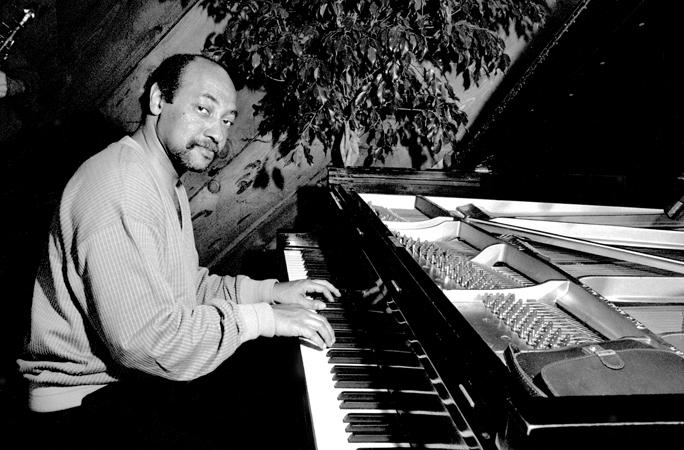
Der Pianist Kenny Barron 1986

Zu den dort auftretenden Musikern gehörten Roland Hanna, Kenny Barron, Jimmy Rowles, George Cables, John Hicks oder Kirk Lightsey. Oft schlossen sich Jamsessions an, an denen Musiker mitwirkten, die von Konzerten im Sweet Basil, Fat Tuesday’s oder dem Village Vanguard kamen. Später ließ Cunningham auch Bläserbands wie die George Coleman oder Art Blakeys Jazz Messengers auftreten. Ab Mitte der 1970er Jahre entstanden dort Schallplatten der Konzertmitschnitte, wie von Jimmy Raney (1974), Kirk Lightsey, Kenny Barron, Donald Harrison, Charles Fambrough oder Kevin Eubanks.
Nach Cunninghams Tod im Jahr 1988 führte seine Witwe Wendy den Club noch weitere acht Jahre, bis Mitte der 1990er Jahre steigende Mieten und Nebenkosten zur Schließung des Bradley’s führten. In den letzten Jahren spielten dort Roy Hargrove, Jacky Terrasson, Cyrus Chestnut, Leon Parker oder Bruce Barth; das letzte Konzert gab Pianist Stephen Scott, begleitet von Joe Locke, Ed Howard und Victor Lewis am 17. Oktober 1996.